# Кремнева, Людмила Львовна
Людмила Львовна Кремнева (1926—2004) — советский и российский художник, скульптор и искусствовед. Член Союза художников СССР и Союза художников России (с 1998 года). Член-корреспондент РАХ (2001). Заслуженный художник РСФСР (1987).

## Биография
Родилась 19 декабря 1926 года в городе Житомире, Житомирской области, Украинская ССР.
Училась в Московском художественном институте имени В. И. Сурикова (1949-1955) у известного скульптора-монументалиста М. Г. Манизера. С 1955 по 1958 год обучалась в аспирантуре этого института.
Среди основных художественно-скульптурных произведений: «Строительница» (1958; гранит) в Москве, это произведение получило высокую оценку критиков, в частности у Игоря Светлова. Монументально-декоративные и монументальные скульптуры: памятник-бюст Петру Алексееву в Тульской области (1959), скульптурная композиция «Песнь о мире» (1966), памятник-бюст академику Я. Б. Зельдовичу в Минске (1975), рельеф «Солнце, облака, птицы» в Ростове на Дону (1976), С 1978 по 1979 год  «Две девчушки», «Мать с ребёнком», «Юноша, играющий на дудке» и декоративные вазы в Киргизии. Скульптурные работы «Колыбельная» (1965), «Птичница» (1973), «Человек и деревья» (1974), «Автопортрет» (1977), «Анна Ахматова» и «Гоголь» (1977), «Спорт — посол мира» (1983). В 1987 году занималась оформлением декоративных рельефов для станции «Менделеевская» Московского метрополитена. В 1990 году для города Москвы занималась созданием проекта памятника жертвам сталинских репрессий, в 1992 году создана скульптура «Богоматерь», в 2004 году  «Строительница № 3». 
Член Союза художников СССР и Союза художников России с 1998 года. В 2001 году была избрана член-корреспондентом РАХ. 
8 сентября 1987 года Указом Президиума Верховного Совета РСФСР «За заслуги в области советского изобразительного искусства» Людмила Кремнева была удостоена почётного звания Заслуженный художник РСФСР.
По словам Людмилы Кремневой о своём творчестве:

Каждый раз, начиная новую работу, я иду словно на приступ, на завоевание. И вначале всегда испытываю чувство страха, надежды. Удовлетворение же сделанной работой возникает очень редко...
Скончалась 19 ноября 2004 года в Москве на 78-м году жизни.

## Оценки творчества
По словам искусствоведа Игоря Светлова: 

В творчестве Людмилы Львовны Кремневой отразились разные этапы и тенденции развития советской скульптуры последних десятилетий. Но вместе с тем она представляет собой явление индивидуальное. У Кремневой свое отношение к проблемам пластики, свой характер поисков, свои особенности художественной эволюции...Выразительно проявилось присущее Кремневой чувство формы и ритма в ее декоративно-орнаментальных панно. Полные экспрессии, нередко причудливые по рисунку, но ясные в своих основных членениях, они призваны внести в архитектурный ансамбль активную мажорную ноту. Этому настроению способствует насыщенность декора, а иногда введение цвета...Возникает ощущение, что все созданное Кремневой ранее, было лишь прелюдией к современному этапу ее творчества. Ее упорные поиски синтеза зрительных впечатлений и фантазии, логической ясности и эмоциональной насыщенности образов, декоративных и психологических начал приносят все более значительные результаты. Искусство Кремневой ныне обретает качества зрелости, все глубже раскрывается характер ее интересного дарования

## Награды
- Заслуженный художник РСФСР (1987 — «За заслуги в области советского изобразительного искусства»)[3]
- Золотая медаль АХ СССР (1988)[1]
- Серебряная медаль АХ СССР (1961)[1]